# Sebastes phillipsi
Sebastes phillipsi is een straalvinnige vissensoort uit de familie van schorpioenvissen (Sebastidae). De wetenschappelijke naam van de soort is voor het eerst geldig gepubliceerd in 1964 door Fitch.